# Ophrys carpitana
Ophrys carpitana là một loài thực vật có hoa trong họ Lan. Loài này được M.R.Lowe, Gügel & Kreutz mô tả khoa học đầu tiên năm 2007.